# Orica (ort)
Orica är en ort i Honduras.   Den ligger i departementet Departamento de Francisco Morazán, i den centrala delen av landet, 70 km norr om huvudstaden Tegucigalpa. Orica ligger 856 meter över havet och antalet invånare är 2 342.
Terrängen runt Orica är huvudsakligen lite kuperad. Orica ligger nere i en dal. Runt Orica är det glesbefolkat, med 10 invånare per kvadratkilometer. Orica är det största samhället i trakten. 